# Flåm
Flåm is een dorp in Noorwegen met zo'n 500 inwoners, onderdeel van de gemeente Aurland in de provincie Vestland. Het dorp ligt aan het einde van de Aurlandsfjord, een arm van de Sognefjord. De autoweg E16 tussen Oslo en Bergen loopt door Flåm.
De naam "Flåm" betekent "klein plat gedeelte tussen steile bergen".
Het dorp is al sinds eind 19e eeuw een populaire bestemming voor toeristen die de Noorse fjorden en natuur bezoeken. Flåm ontvangt ongeveer een half miljoen bezoekers per jaar. Vanuit het dorp voert de Flåmsbana-treinbaan naar Myrdal, een van de steilste treintrajecten ter wereld. Verder doen zo'n 115 cruiseschepen per jaar de haven van Flåm aan. Ook de Rallarvegen, de weg tussen Finse en Flåm, is populair bij toeristen, vooral bij fietsers.
In een voormalig stationsgebouw van Flåm is een museum over de Flåmsbana-treinbaan gevestigd.

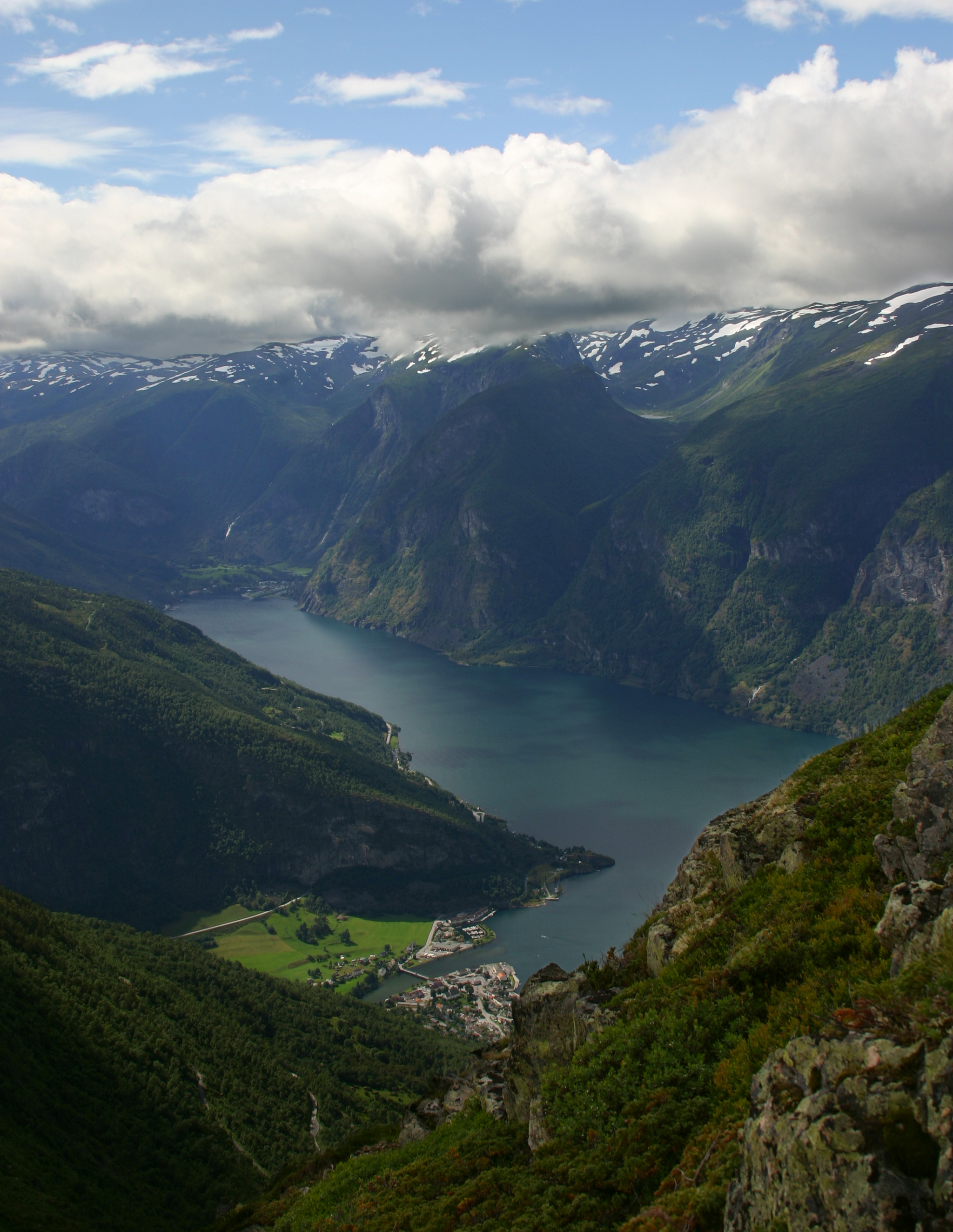
Uitzicht op de Aurlandsfjord en Flåm
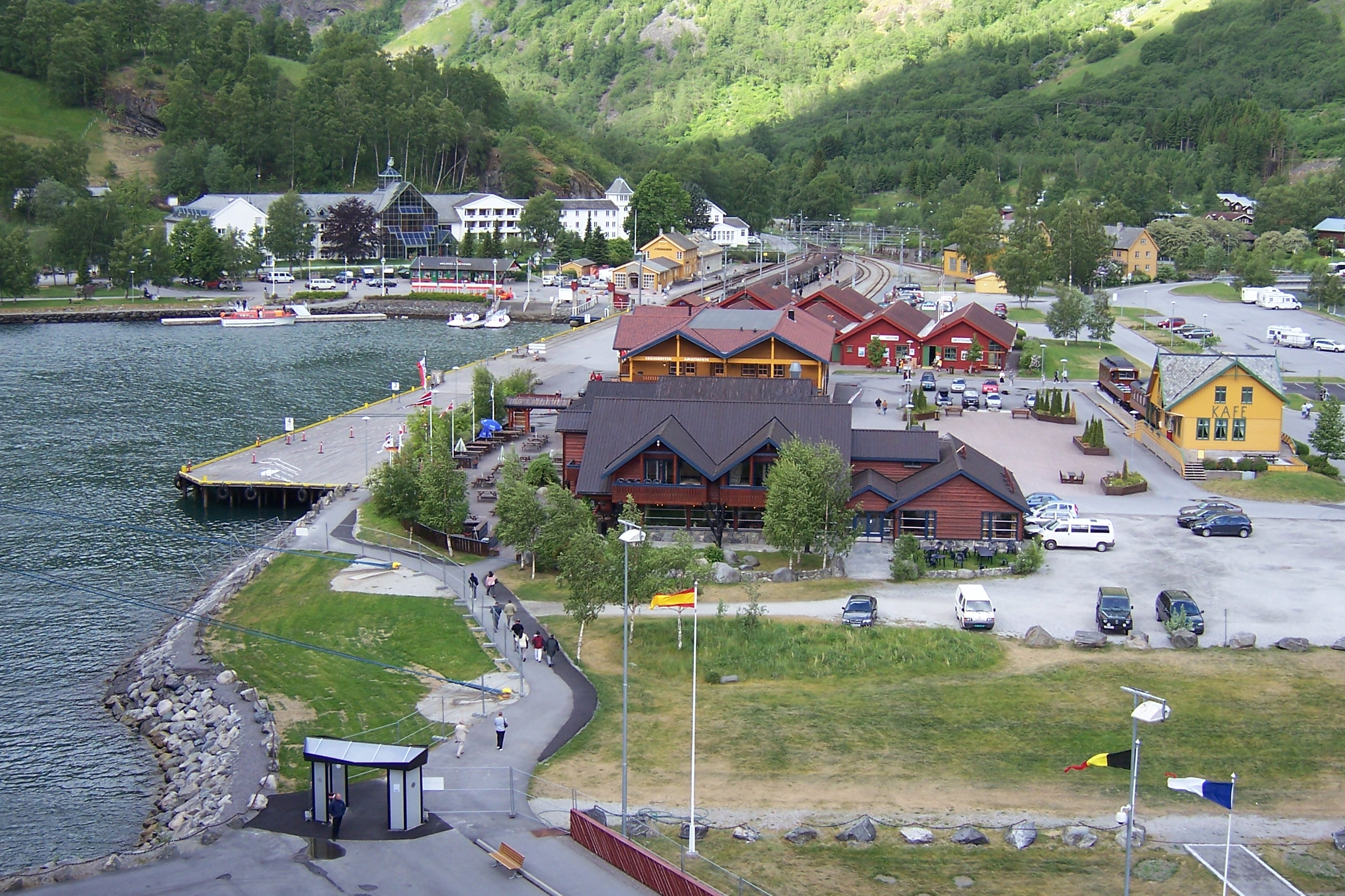
Flåm
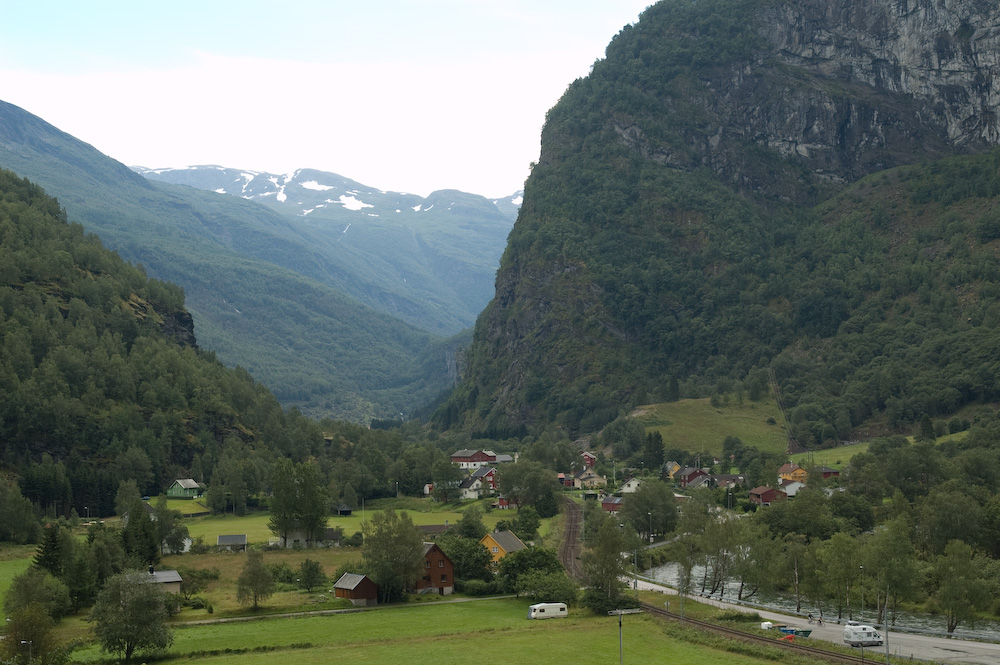
dal van Flåm
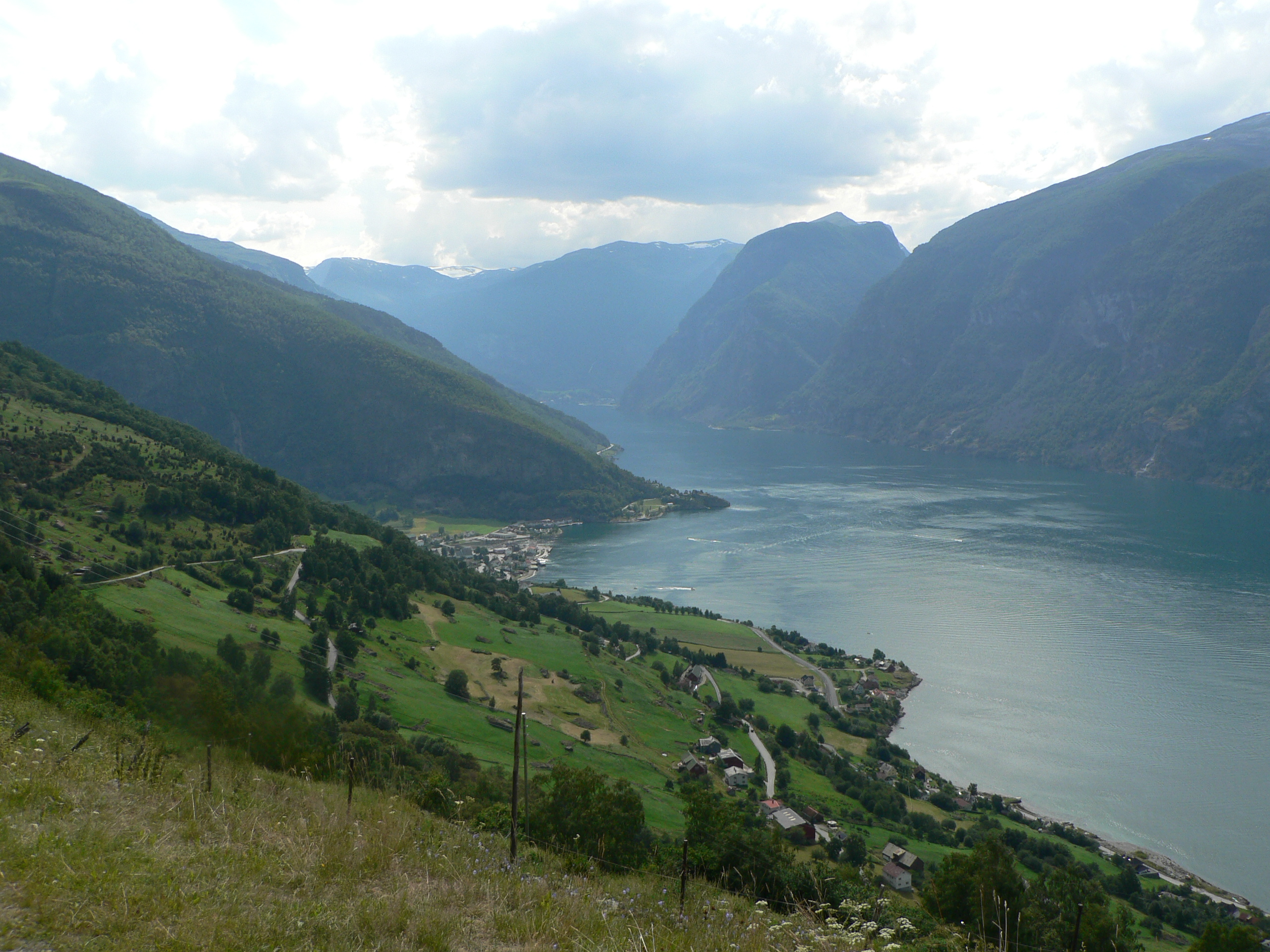
Uitzicht op de Aurlandsfjord, Aurland en Flåm
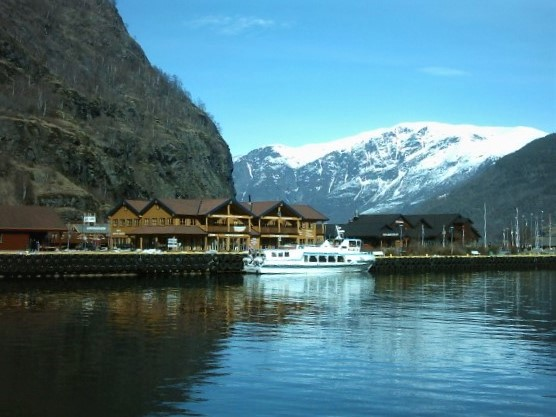
De haven van Flåm
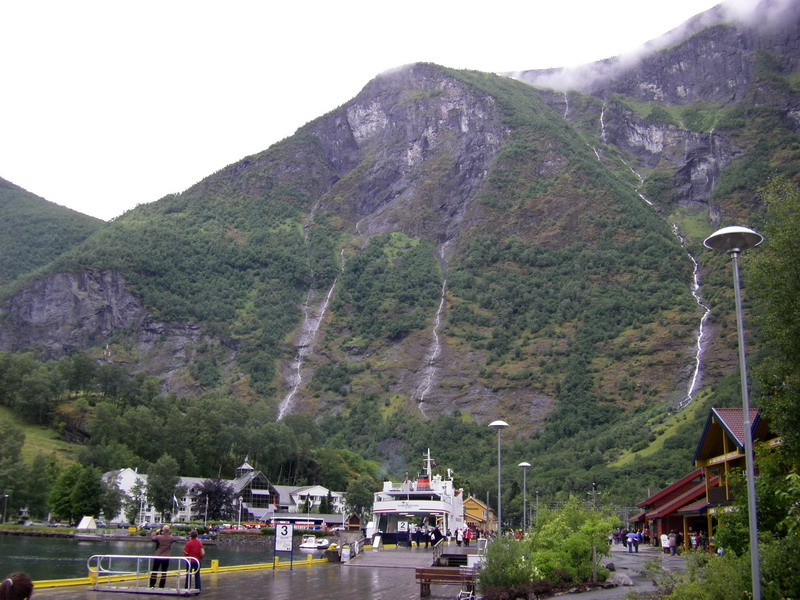
Haven
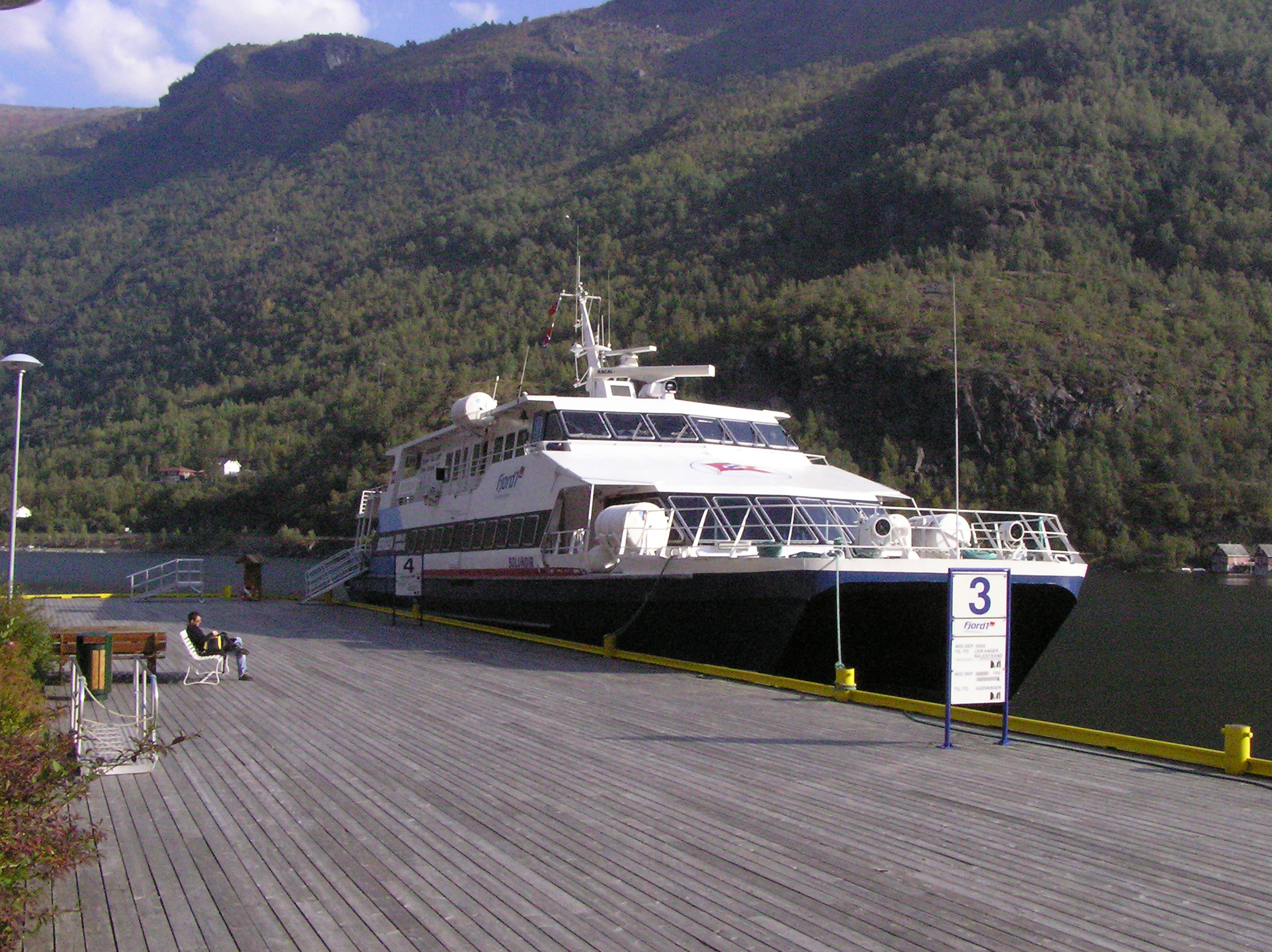
Catamaran in de haven van Flåm